# マシュー・キルガロン
マシュー・ショーン・キルガロン（Matthew Shaun Kilgallon 、1984年1月8日 - ）は、イングランド・ヨーク出身の元プロサッカー選手。現役時代のポジションはディフェンダー（センターバック）。

## 経歴

### クラブ
2016年8月、フットボールリーグ1のブラッドフォード・シティAFCに加入。

### 代表
各年代でイングランド代表に選出されていた。

## 所属クラブ
ユース
- ヨーク・シティFC
- リーズ・ユナイテッドAFC -2002

プロ
- リーズ・ユナイテッドAFC 2002-2007

→ ウェストハム・ユナイテッドFC 2003 (loan)
- シェフィールド・ユナイテッドFC 2007-2010
- サンダーランドAFC 2010-2013

→ ミドルズブラFC 2010 (loan)
→ ドンカスター・ローヴァーズFC 2011 (loan)
- ブラックバーン・ローヴァーズFC 2013-2016
- ブラッドフォード・シティAFC 2016-2018
- ハミルトン・アカデミカルFC 2018-2019
- ハイデラバードFC 2019-2020
- バクストンFC 2020-2021

## 代表歴
- イングランド U-18 2002
- イングランド U-19 2002
- イングランド U-20 2003
  - 2003 FIFAワールドユース選手権
- イングランド U-21 2004-2006